# Jordan Hinson
 (février 2025).
Motif : Pas notoire
- Archive Wikiwix
- Bing
- Cairn
- DuckDuckGo
- E. Universalis
- Gallica
- Google
- G. Books
- G. News
- G. Scholar
- Persée
- Qwant
- (zh) Baidu
- (ru) Yandex
- (wd) trouver des œuvres sur Wikidata

| 1. | Préciser le motif de la pose du bandeau. | Précisez le motif de la pose du bandeau en utilisant la syntaxe suivante : {{admissibilité à vérifier\|date=mars 2025\|motif=remplacez ce texte par le motif}}                     |
| 2. | Informer les utilisateurs concernés.     | Pensez à avertir le créateur de l'article, par exemple, en insérant le code ci-dessous sur sa page de discussion : {{subst:avertissement admissibilité à vérifier\|Jordan Hinson}} |

Pour les articles homonymes, voir Hinson.
Jordan Daniele Hinson, née le 4 juin 1991 à El Paso (Texas), est une actrice américaine.
Elle fait de la gymnastique depuis l'âge de 6 ans.
Après son installation à Los Angeles, elle a tourné dans de nombreux spots publicitaires à la télévision.
Elle a joué dans le Disney Channel Original Movie Figure libre qui est un film sur le patinage artistique en 2005. Elle a dû apprendre à faire du patin à glace pour le film. 
Jordan Hinson aime écrire et est en train[Quand ?] d'écrire un livre. Elle a également composé de la musique.

## Filmographie

### Cinéma
- 2004 : Dumping Ground : Katie A
- 2006 : La Prison de verre 2 (The Good Mother) : Abby
- 2011 : Le Joyeux Noël d'Harold et Kumar (A Very Harold & Kumar 3D Christmas) : Mary
- 2018 : Higher power : Zoe Steadman
- 2018: Beyond the Sky : Emily Reed
- 2018: Le Casse Cœur (Breaking and exiting) : Daisy

### Télévision
- 2005 : Figure libre (Go Figure) : Katelin Kingsford
- 2006 à 2012 : Eureka : Zoe Carter
- 2008 : Les Experts : Miami : Hannah Radley
- 2008 : Dirt : Christa Darby
- 2009 : Hank (en) : Maddie Pryor
- 2013 :  Rendez-moi ma fille (A Mother's Rage) : Conner Mayer
- 2013 : Alligator Alley : Avery
- 2015 : Kevin from work : Roxie